# (5579) Uhlherr
(5579) Uhlherr es un asteroide que forma parte del cinturón interior de asteroides descubierto el 11 de mayo de 1988 por Carolyn Shoemaker y por su esposo que también era astrónomo Eugene Shoemaker desde el Observatorio del Monte Palomar, Estados Unidos.

## Designación y nombre
Designado provisionalmente como 1988 JL. Fue nombrado Uhlherr en honor al ingeniero H. Ralph Uhlherr, fundador de la planta de Siemens en Melbourne. Uhlherr, un coleccionista infatigable de tectitas, ha registrado y mapeado meticulosamente a más de mil australitas del puerto Campbell Embayment de Victoria, ayudando así a resolver el conflicto entre la aparente edad estratigráfica joven de las tectitas y las edades medias del Pleistoceno obtenidas por varios métodos cronométricos.

## Características orbitales
Uhlherr está situado a una distancia media del Sol de 1,949 ua, pudiendo alejarse hasta 2,138 ua y acercarse hasta 1,759 ua. Su excentricidad es 0,097 y la inclinación orbital 23,54 grados. Emplea 993,893 días en completar una órbita alrededor del Sol.

## Características físicas
La magnitud absoluta de Uhlherr es 14,2. Tiene 2,654 km de diámetro.